# Havouri (klippor)
Havouri är öar i Finland. De ligger i Finska viken och i kommunen Vederlax i landskapet Kymmenedalen, i den södra delen av landet. Öarna ligger omkring 31 kilometer öster om Kotka och omkring 140 kilometer öster om Helsingfors.
Arean för den av öarna koordinaterna pekar på är 1,6 hektar och dess största längd är 190 meter i sydväst-nordöstlig riktning. Närmaste större samhälle är Fredrikshamn, 19,9 km nordväst om Havouri.